# وست‌یونیون (اوهایو)
وست‌یونیون (به انگلیسی: West Union) یک روستا در ایالات متحده آمریکا است که در شهرستان آدامز، اوهایو واقع شده‌است. وست‌یونیون ۷٫۳۳ کیلومتر مربع مساحت و ۳٬۴۰۵ نفر جمعیت دارد و ۲۷۶ متر بالاتر از سطح دریا واقع شده‌است.